# トレデイビアス・ホワイト
- トレダビアス・ホワイト

トレデイビアス・ホワイト・シニア（Tre'Davious White Sr., 1995年1月16日 - ）は、アメリカ合衆国ルイジアナ州シュリーブポート出身のプロアメリカンフットボール選手。NFLのバッファロー・ビルズに所属している。ポジションはコーナーバック。

## 経歴

### カレッジ
高校卒業後、LSUへ進学。当初のポジションはワイドレシーバーだったが、同じポジションに上級生のオデル・ベッカム・ジュニアらがいたため出場機会を得るのが難しいと判断し、コーナーバックとしてプレーした。
1年目の2013年シーズンから先発を務め、55タックル、2つのインターセプトを記録した。
2014年シーズンは33タックル、2つのインターセプトを記録した。
2015年シーズンは、チームで最もリーダーシップのある選手が着用する背番号18を与えられた。このシーズンは44タックルを記録。また、シラキュース大学戦では69ヤードのパントリターンからタッチダウンを記録した。2016年のNFLドラフトでも上位指名候補とされていたが、アーリーエントリーせずに大学に残留した。
2016年シーズンはオールSECファーストチーム、コンセンサスオールアメリカンに選出された。

### バッファロー・ビルズ
| 身長                            | 体重           | 腕 の 長 さ       | 手 の 大 き さ   | 40Yrd ダ ッ シ ュ | 10Yrd ス プ リ ッ ト | 20Yrd ス プ リ ッ ト | 20Yrd シ ャ ト ル | 3 コ 丨 ン ド リ ル | 垂 直 跳 び     | 立 ち 幅 跳 び      | ベ ン チ プ レ ス |
| ------------------------------- | -------------- | ----------------- | ---------------- | ----------------- | -------------------- | -------------------- | ----------------- | ------------------- | --------------- | ------------------- | ----------------- |
| 5 ft 11+1⁄4 in (181 cm)         | 192 lb (87 kg) | 32+1⁄8 in (82 cm) | 9+1⁄8 in (23 cm) | 4.47 s            | 1.52 s               | 2.61 s               | 4.32 s            | 6.90 s              | 32.0 in (81 cm) | 9 ft 11 in (3.02 m) | 16 回             |
| All values are from NFL Combine |                |                   |                  |                   |                      |                      |                   |                     |                 |                     |                   |

2017年のNFLドラフトにて全体27位でバッファロー・ビルズから指名され、その後4年総額1,0009万ドルのルーキー契約を結んだ。

#### 2017年シーズン
1年目から先発を務め、69タックル、18のパスディフレクション、4つのインターセプトを記録し、チームは1999年シーズン以来となるプレーオフ進出を果たした。

#### 2018年シーズン
第9週のシカゴ・ベアーズ戦でミッチェル・トゥルビスキーからインターセプトを記録し、その後37ヤードのリターンを記録した。このシーズンは54タックル、8つのパスディフレクション、2つのインターセプトを記録した。

#### 2019年シーズン

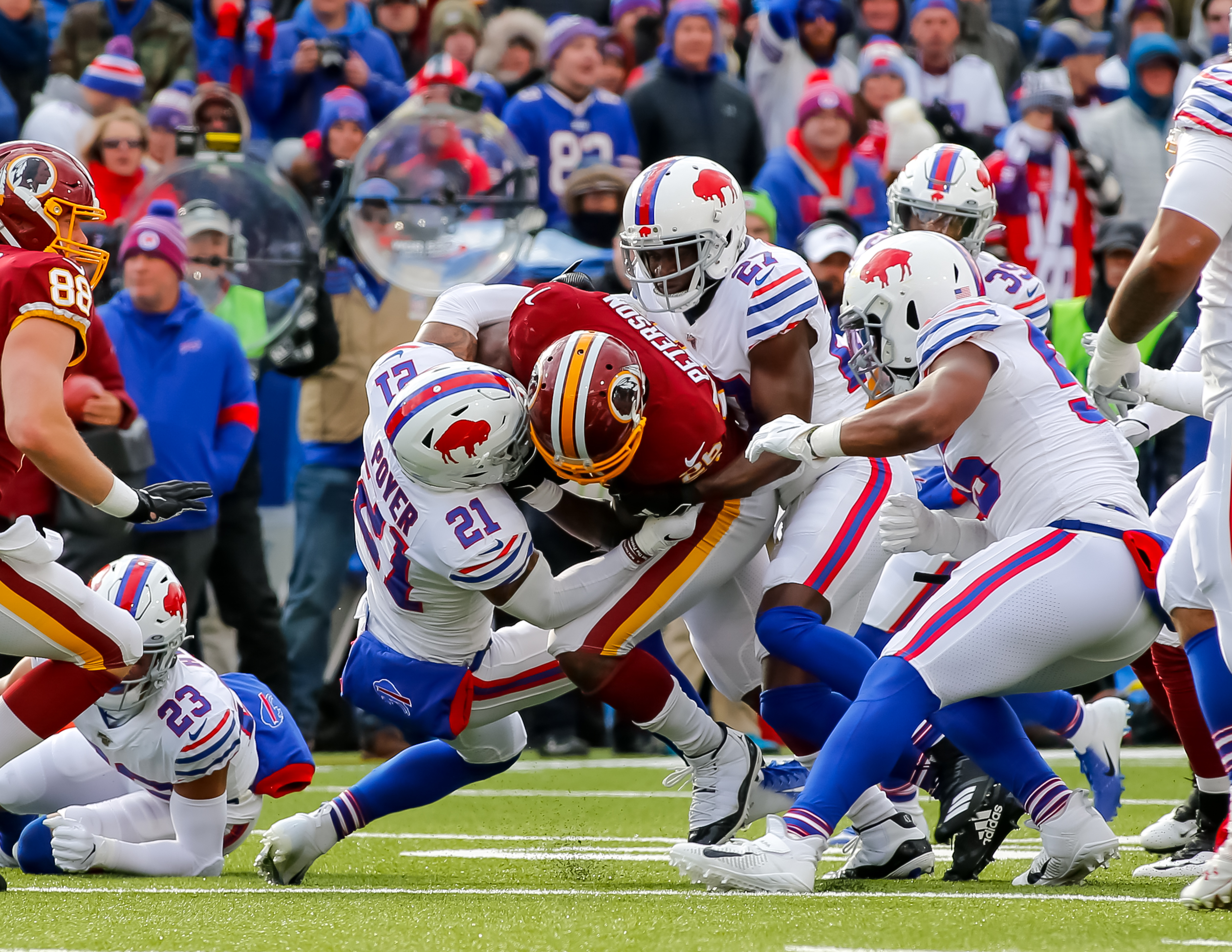
チームメイトと共にエイドリアン・ピーターソンにタックルをするホワイト
(2019年)

第3週のシンシナティ・ベンガルズ戦でアンディ・ダルトンから2つのインターセプトを記録し、勝利に貢献した。第9週のワシントン・レッドスキンズ戦では、ドウェイン・ハスキンズからキャリア初となるサックを記録した。このシーズンは58タックル、17のパスディフレクション、リーグ最多の6つのインターセプトを記録し、自身初となるプロボウル、オールプロファーストチームに選出された。

#### 2020年シーズン
2020年4月23日にビルズから5年目の契約オプションを行使され、その後9月5日に4年総額7,000万ドルの契約延長に合意した。
このシーズンは57タックル、1.5サック、3つのインターセプトを記録し、2年連続となるプロボウル、オールプロセカンドチームに選出された。

#### 2021年シーズン
第12週のニューオーリンズ・セインツ戦で、接触のない場面で左膝を痛めて退場した。その後前十字靱帯を断裂したことが明らかとなり、シーズン残りの試合を全休した。

#### 2022年シーズン
中学時代以来の大怪我で、一時期はうつ病になってしまったが、チームメイトやコーチからの励ましもあり立ち直った。
開幕からリハビリに努め、第12週のデトロイト・ライオンズ戦で復帰した。

#### 2023年シーズン
第4週のマイアミ・ドルフィンズ戦でアキレス腱を断裂、シーズン残り試合を欠場した。

### ロサンゼルス・ラムズ
2024年3月26日、ロサンゼルス・ラムズと1年最大1000万ドルで契約した。

### ボルチモア・レイブンズ
2024年11月5日、ボルチモア・レイブンズにトレードで移籍した。

### ビルズ復帰
2025年4月21日、古巣ビルズと1年300万ドルの契約を結んだ。

## 人物
大学時代に結婚しており、自身がドラフトで指名された直後に長男が生まれている。
2018年に出演したコマーシャルがきっかけでアイスホッケーに興味を持つようになり、NHLのバッファロー・セイバーズのファンになった。